# Herz Jesu (Hecklingen)

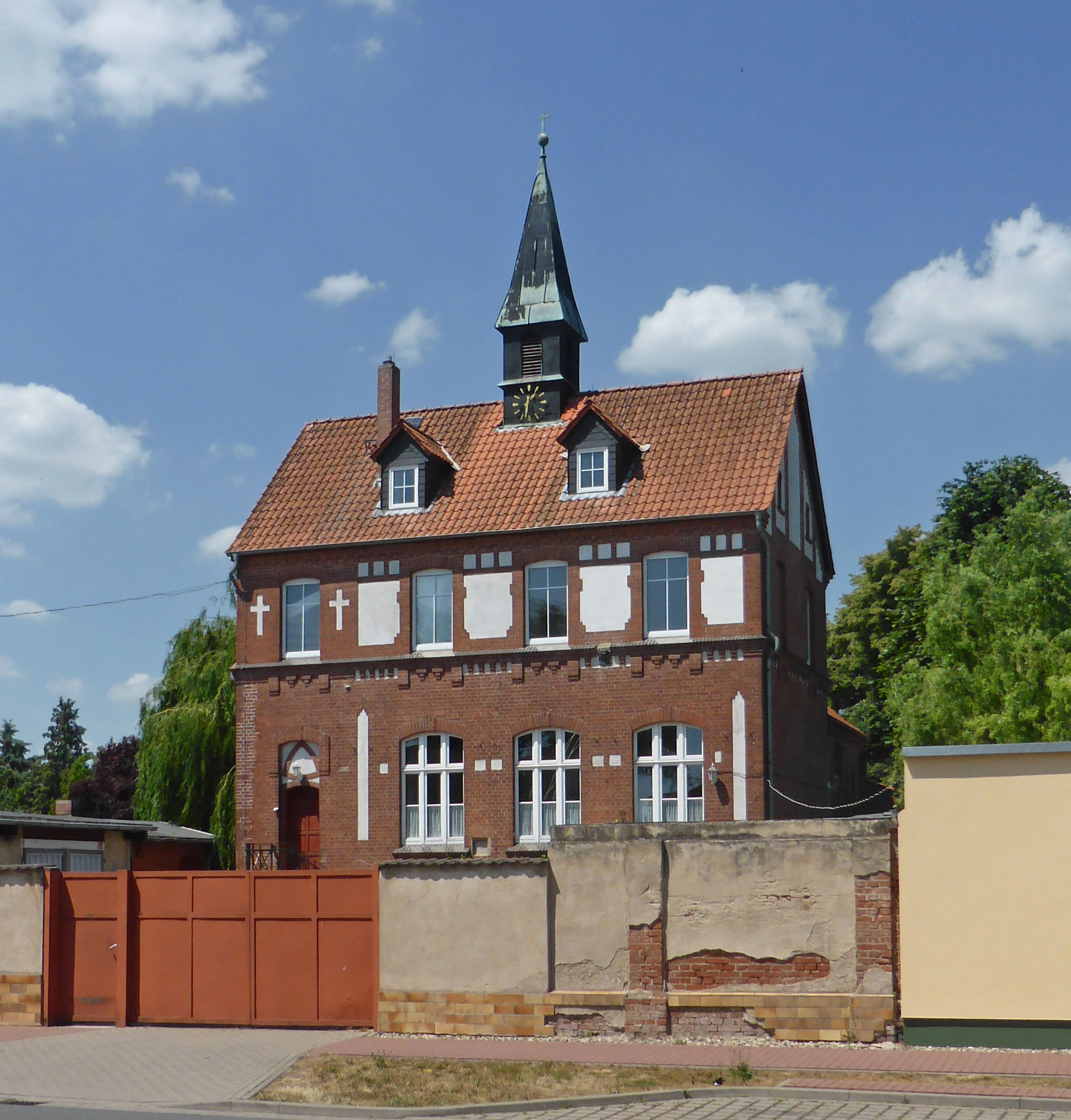
Herz-Jesu-Kirche

Die Kirche Herz Jesu ist die katholische Kirche in Hecklingen, einer Stadt im Salzlandkreis in Sachsen-Anhalt.
Die Kirche gehört zur Pfarrei St. Marien Staßfurt-Egeln, im Dekanat Egeln des Bistums Magdeburg. Das nach dem Heiligsten Herzen Jesu benannte Gotteshaus hat die Adresse Hermann-Danz-Straße 12 und ist im Denkmalverzeichnis des Landes Sachsen-Anhalt unter der Erfassungsnummer 094 11142 als Baudenkmal aufgeführt.

## Geschichte
Im 16. Jahrhundert wurden die Äbtissin des Klosters Hecklingen und die Bevölkerung von Hecklingen durch die Reformation evangelisch-lutherisch. Erst gegen Ende des 19. Jahrhunderts zogen im Zuge der Industrialisierung in Hecklingen und Staßfurt wieder Katholiken in größerer Zahl nach Hecklingen. Sie kamen überwiegend aus katholischen Gebieten wie dem Eichsfeld und aus Schlesien sowie aus dem damals österreichischen Galizien. Von 1871 an gehörten die Katholiken in Hecklingen zur Pfarrei St. Bonifatius in Bernburg.
Anfang 1903 erwarb der Pfarrer von Bernburg, Christian Schnitz, in Hecklingen ein Grundstück. 1904 erfolgte neben der Gründung der Kirchengemeinde Hecklingen auch der Bau des Pfarrhauses mit der Kirche sowie deren Weihe. Der Gebäudekomplex entstand nach Plänen von Arnold Güldenpfennig, Diözesanbaumeister des Bistums Paderborn, zu dem Hecklingen damals gehörte.
Das Pfarrhaus steht an der Straße, an seiner Rückseite ist die Kirche angebaut. Auf dem Dach des Pfarrhauses befindet sich ein kreuzbekrönter Dachreiter mit einer Uhr. In dieser Bauform entstanden gegen Anfang des 20. Jahrhunderts auch andere Kirchen, wie zum Beispiel Herz Jesu (Atzendorf), St. Norbert (Calbe), Herz Jesu (Eilsleben), Herz Jesu (Gerbstedt), St. Marien (Loburg), St. Josef (Löderburg), Heilig Kreuz (Sandersleben), St. Franziskus Xaverius (Unseburg), St. Paulus (Unterlüß) und Maria Hilfe der Christen (Wietze). Auch die Kirchen St. Elisabeth (Alsleben) und Herz Jesu (Osternienburg) entstanden in ähnlicher Form.
Im Pfarrhaus wurde auch eine einklassige katholische Schule eingerichtet, deren Unterricht im April 1906 begann. 1918 wechselte die Filialkirchengemeinde Hecklingen von der Pfarrei Bernburg zur neu gegründeten Pfarrei Güsten. 1936 wurde ein neues Pfarrhaus erbaut, 1939 wurde der Schulunterricht durch die nationalsozialistischen Machthaber verboten. Am 1. Juli 1953 wurden das Dekanat Bernburg errichtet, die Pfarrvikarie Hecklingen wurde dort der Pfarrei Güsten zugeordnet. Schon zur Zeit des Bischöflichen Amtes Magdeburg gehörte Hecklingen dann zum Dekanat Egeln.
Bis 1988 verfügte die Kirche über einen ortsansässigen Pfarrer, danach wohnte bis 2012 ein Diakon im Pfarrhaus. Zum 15. Dezember 2007 wurde der Gemeindeverbund Staßfurt – Egeln – Wolmirsleben – Hecklingen – Westeregeln errichtet, der neben der Pfarrvikarie „Herz Jesu“ in Hecklingen auch die Pfarreien St. Marien in Staßfurt, St. Marien in Egeln und St. Johannes Baptist in Wolmirsleben sowie die Pfarrvikarie St. Mechthild in Westeregeln umfasste. Damals gehörten zur Pfarrvikarie Hecklingen rund 300 Katholiken. Am 2. Mai 2010 wurde aus dem Gemeindeverbund die heutige Pfarrei St. Marien Staßfurt-Egeln. 2014 wurde das Pfarrhaus an privat verkauft. Im Mai 2023 fand in Hecklingen die letzte regelmäßige Heilige Messe statt, die Kirche soll profaniert und verkauft werden.